# Ponte Jingyue
Il ponte Jingyue (in cinese: 荆 岳 大桥 ; cinese tradizionale: 荊 岳 大橋; pinyin: Jīngyuè Dàqiáo) è un ponte strallato.

## Descrizione

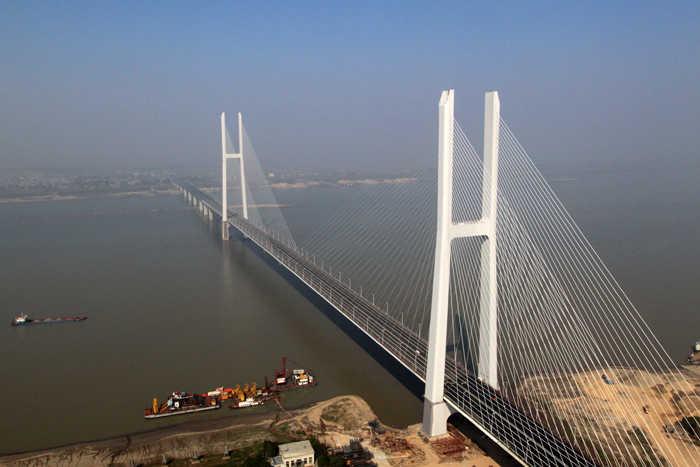
Vista dall'alto del ponte

La struttura utilizzato per il traffico veicolare stradale che attraversa il fiume Azzurro tra la contea di Jianli, nella provincia di Hubei e Yueyang, provincia di Hunan nella Cina centrale.
Il ponte è stato aperto nel giugno 2010. Il ponte attraversa il fiume Azzurro ed è uno dei ponti strallati più grandi del mondo, risultando essere il settimo per lunghezza della campata principale nel 2014. Il ponte, alto 265 metri, è lungo complessivamente 5 419 metri, con la campata principale che misura 816 metri.